# Campionati italiani primaverili di nuoto 1984
I trentunesimi campionati italiani primaverili di nuoto si sono svolti a Ravenna dal 23 al 25 febbraio 1984. È stata utilizzata la vasca da 25 metri.

## Podi

### Uomini
| Evento               | Oro                                                                                     | Tempo      | Argento                                                                     | Tempo    | Bronzo                                                                      | Tempo    |
| Stile libero         |                                                                                         |            |                                                                             |          |                                                                             |          |
| 50 m                 | Marcello Guarducci                                                                      | 23"23      | Andrea Ceccarini                                                            | 23"56    | Mauro Marini                                                                | 23"64    |
| 100 m                | Paolo Revelli Marcello Guarducci                                                        | 50"79      |                                                                             | -        | Metello Savino                                                              | 50"86    |
| 200 m                | Paolo Revelli                                                                           | 1'47"77    | Marco Dell'Uomo                                                             | 1'49"85  | Metello Savino                                                              | 1'50"41  |
| 400 m                | Marco Dell'Uomo                                                                         | 3'49"72    | Roberto Bianconi                                                            | 3'52"34  | Stefano Grandi                                                              | 3'54"64  |
| 1500 m               | Stefano Grandi                                                                          | 15'11"39   | Andrea Calabria                                                             | 15"14"91 | Roberto Bianconi                                                            | 15'26"07 |
| Dorso                |                                                                                         |            |                                                                             |          |                                                                             |          |
| 100 m                | Fabrizio Bortolon                                                                       | 57"29      | Paolo Felotti                                                               | 58"10    | Paolo Falchini                                                              | 58"71    |
| 200 m                | Paolo Falchini                                                                          | 2'02"84    | Fabrizio Bortolon                                                           | 2'03"44  | Paolo Felotti                                                               | 2'05"23- |
| Rana                 |                                                                                         |            |                                                                             |          |                                                                             |          |
| 100 m                | Raffaele Avagnano                                                                       | 1'02"61    | Lorenzo Carbonari                                                           | 1'02"70  | Marco Del Prete                                                             | 1'03"50  |
| 200 m                | Lorenzo Carbonari                                                                       | 2'16"22    | Marco Del Prete                                                             | 2'16"64  | Cesare Fabbri                                                               | 2'16"97  |
| Farfalla             |                                                                                         |            |                                                                             |          |                                                                             |          |
| 100 m                | Paolo Revelli                                                                           | 55"72      | Marco Tornatore                                                             | 55"94    | Fabrizio Rampazzo                                                           | 56"61    |
| 200 m                | Paolo Revelli                                                                           | 1'57"88 IR | Marco Tornatore                                                             | 2'01"50  | Roberto Cassio                                                              | 2'02"72  |
| Misti                |                                                                                         |            |                                                                             |          |                                                                             |          |
| 200 m                | Giovanni Franceschi                                                                     | 2'01"73    | Marco Colombo                                                               | 2'03"39  | Maurizio Divano                                                             | 2'05"04  |
| 400 m                | Giovanni Franceschi                                                                     | 4'22"21    | Maurizio Divano                                                             | 4'22"88  | Roberto Cassio                                                              | 4'23"98  |
| Staffette            |                                                                                         |            |                                                                             |          |                                                                             |          |
| 4x100 m stile libero | Nuotatori Milanesi Metello Savino Raffaele Franceschi Guido Armani Giovanni Franceschi  | 3'24"06    | Nuoto Club Verona Marco Colombo Marcello Guarducci Zampollo Giorgio Quadri  | 3'25"74  | De Gregorio Paolo Revelli Riccardo Urbani Marco Dell'Uomo Fabrizio Bortolon | 3'26"24  |
| 4x200 m stile libero | Nuotatori Milanesi Giovanni Franceschi Raffaele Franceschi Paolo Felotti Metello Savino | 7'25"21    | De Gregorio Paolo Revelli Marco Dell'Uomo Fabrizio Bortolon Fabio D'Antoni  | 7'28"61  | Nuoto Club Verona Giorgio Quadri Marco Colombo Zampollo Marcello Guarducci  | 7'32"39  |
| 4x100 m misti        | Nuotatori Milanesi Paolo Felotti Marco Tenderini Giovanni Franceschi Metello Savino     | 3'48"11    | De Gregorio Fabrizio Bortolon Federico Ceresi Paolo Revelli Marco Dell'Uomo | 4'48"69  | Fiamme Gialle Sergio Sterbini Fabio Saladini Luca Monolo Andrea Ceccarini   | 3'50"60  |

### Donne
| Evento               | Oro                                                                              | Tempo   | Argento                                                     | Tempo   | Bronzo              | Tempo   |
| Stile libero         |                                                                                  |         |                                                             |         |                     |         |
| 50 m                 | Silvia Persi                                                                     | 26"22   | Lucia Vigliano                                              | 27"24   | Grazia Colombo      | 27"40   |
| 100 m                | Silvia Persi                                                                     | 56"60   | Grazia Colombo                                              | 58"47   | Lucia Vigliano      | 58"73   |
| 200 m                | Silvia Persi                                                                     | 2'00"90 | Tanya Vannini                                               | 2'02"79 | Carla Lasi          | 2'03"28 |
| 400 m                | Carla Lasi                                                                       | 4'13"68 | Tanya Vannini                                               | 4'17"28 | Maria Bellini       | 4'20"46 |
| 800 m                | Carla Lasi                                                                       | 8'38"92 | Tanya Vannini                                               | 8'43"99 | Francesca Ferrarini | 8'46"21 |
| Dorso                |                                                                                  |         |                                                             |         |                     |         |
| 100 m                | Manuela Carosi                                                                   | 1'04"13 |                                                             | -       |                     | -       |
| 200 m                | Manuela Carosi                                                                   | 2'16"53 |                                                             | -       |                     | -       |
| Rana                 |                                                                                  |         |                                                             |         |                     |         |
| 100 m                | Manuela Dalla Valle                                                              | 1'10"97 | Carlotta Tagnin                                             | 1'11"27 |                     | -       |
| 200 m                | Simona Brighetti                                                                 | 2'33"68 | Laura Belotti                                               | 2'33"69 | Laura Dusio         | 2'33"73 |
| Farfalla             |                                                                                  |         |                                                             |         |                     |         |
| 100 m                | Ilaria Tocchini                                                                  | 1'02"68 |                                                             | -       |                     | -       |
| 200 m                | Monica Olmi                                                                      | 2'16"10 | Ilaria Pilli                                                | 2'17"04 | Roberta Lanzarotti  | 2'17"16 |
| Misti                |                                                                                  |         |                                                             |         |                     |         |
| 200 m                | Manuela Dalla Valle                                                              | 2'18"32 | Ilaria Tocchini                                             | 2'20"19 | Silvia Persi        | 2'20"20 |
| 400 m                | Roberta Felotti                                                                  | 4'51"10 | Martina Giuliani                                            | 4'56"30 | Paola Sbrissa       | 4'57"01 |
| Staffette            |                                                                                  |         |                                                             |         |                     |         |
| 4x100 m stile libero | R.N. Legnano Grazia Colombo Beatrice Lenzi Laura Montalbetti Manuela Dalla Valle | 3'53"07 | Roma Nuoto Silvia Persi Manuela Carosi Attardi Anna Amadori | 3'56"90 |                     | -       |
| 4x200 m stile libero | R.N. Legnano Laura Montalbetti Beatrice Lenzi Grazia Colombo Manuela Dalla Valle | 8'28"50 |                                                             | -       |                     | -       |
| 4x100 m misti        | Roma Nuoto Manuela Carosi Roberta Cantiani Anna Amadori Silvia Persi             | 4'24"55 |                                                             | -       |                     | -       |